# Theda Bara
Theda Bara, nome d'arte di Theodosia Burr Goodman (Cincinnati, 29 luglio 1885 – Los Angeles, 7 aprile 1955), è stata un'attrice statunitense, nota per aver popolarizzato il personaggio della "vamp" nel cinema statunitense.

## Biografia
Dopo aver esordito in parti secondarie, venne lanciata dal produttore William Fox nel melodramma La vampira (1915), con lo pseudonimo di Theda Bara, anagramma di "Arab Death" ("morte araba" in inglese). I produttori le modellarono addosso l'immagine di donna perversa e tentatrice, pubblicizzandola con foto che la ritraevano con intriganti abiti egizi, attorniata da ragnatele e serpenti.
Benché non sia stata la prima ad interpretare il ruolo della donna fatale, l'attrice ebbe il merito di aver reso il personaggio noto alle masse. Per il pubblico americano diventò la "vamp", appellativo derivato da vampire (ossia vampiro), per indicare il tipo di donna dissoluta e tentatrice che si diverte a rendere gli uomini suoi schiavi, e se ne sbarazza una volta che si è conquistata la loro devozione. The Vampire è anche il titolo di una novella di Rudyard Kipling dalla quale venne tratto appunto il primo film di cui Theda Bara fu protagonista.
Durante la sua carriera apparve in 45 pellicole, tra corti e lungometraggi, di cui la maggior parte oggi andati perduti; sono sopravvissuti The Stain (1914), La vampira (1915), East Lynne (1916), The Unchastened Woman (1925) ed i cortometraggi Madame Mystery (1926) e A 45 minuti da Hollywood (1926).
Negli anni dieci diventò celebre per le sue interpretazioni, dal gusto eccessivo ma di grande effetto, di eroine come Salomè, Cleopatra, Carmen e altre femme fatale; fu inoltre una delle attrici ad aver interpretato nei film in bianco e nero la zingara Esmeralda, personaggio di Notre-Dame de Paris, capolavoro di Victor Hugo.
Nel decennio seguente il personaggio della vamp passò di moda per far spazio a quello della "maschietta" simbolo dell'età del jazz. Così nel 1926 Theda Bara si ritirò a vita privata insieme al marito, il regista Charles Brabin, sposato nel 1921. Il matrimonio durò fino al 1955, anno in cui l'attrice morì all'età di sessantanove anni per cancro allo stomaco.

## Premi e riconoscimenti
Per il suo contributo all'industria cinematografica, le venne assegnata una stella sulla Hollywood Walk of Fame al 6307 di Hollywood Blvd.

## Filmografia
- The Stain, regia di Frank Powell (1914)
- Siren of Hell, regia di Raoul Walsh (1915)
- La vampira (A Fool There Was), regia di Frank Powell (1915)
- Kreutzer Sonata, regia di Herbert Brenon (1915)
- The Clemenceau Case, regia di Herbert Brenon (1915)
- The Devil's Daughter , regia di Frank Powell (1915)
- Lady Audley's Secret, regia di Marshall Farnum (1915)
- The Two Orphans, regia di Herbert Brenon (1915)
- Sin, regia di Herbert Brenon (1915)
- Carmen, regia di Raoul Walsh (1915)
- The Galley Slave, regia di J. Gordon Edwards (1915)
- Destruction, regia di Will S. Davis (1915)
- Il serpente (The Serpent), regia di Raoul Walsh (1916)
- Gold and the Woman, regia di James Vincent (1916)
- The Eternal Sappho, regia di Bertram Bracken (1916)
- East Lynne, regia di Bertram Bracken (1916)
- Under Two Flags, regia di J. Gordon Edwards (1916)
- Her Double Life, regia di J. Gordon Edwards (1916)
- Romeo and Juliet, regia di J. Gordon Edwards (1916)
- Il pirata dell'amore (The Vixen), regia di J. Gordon Edwards (1916)
- The Darling of Paris, regia di J. Gordon Edwards (1917)
- The Tiger Woman, regia di George Bellamy e J. Gordon Edwards (1917)
- Her Greatest Love, regia di J. Gordon Edwards (1917)
- Heart and Soul regia di J. Gordon Edwards (1917)
- Camille, regia di J. Gordon Edwards (1917)
- Cleopatra, regia di J. Gordon Edwards (1917)
- Rosa di sangue (The Rose of Blood), regia di J. Gordon Edwards (1917)
- Madame du Barry, regia di J. Gordon Edwards (1917)
- The Forbidden Path, regia di J. Gordon Edwards (1918)
- The Soul of Buddha, regia di J. Gordon Edwards (1918)
- Under the Yoke, regia di J. Gordon Edwards (1918)
- Salomè, regia di J. Gordon Edwards (1918)
- When a Woman Sins, regia di J. Gordon Edwards (1918)
- The She Devil, regia di J. Gordon Edwards (1918)
- The Light, regia di J. Gordon Edwards (1919)
- When Men Desire, regia di J. Gordon Edwards (1919)
- The Siren's Song, regia di J. Gordon Edwards (1919)
- A Woman There Was, regia di J. Gordon Edwards (1919)
- Kathleen Mavourneen, regia di Charles Brabin (1919)
- La Belle Russe, regia di Charles Brabin (1919)
- The Lure of Ambition, regia di Edmund Lawrence (1919)
- The Prince of Silence (1921)
- The Unchastened Woman, regia di James Young (1925)
- Madame Mystery, regia di Richard Wallace e Stan Laurel - cortometraggio (1926)
- A 45 minuti da Hollywood (45 Minutes from Hollywood), regia di Fred Guiol - cortometraggio (1926)

### Film e documentari con Theda Bara
- Le dee dell'amore (The Love Goddesses) documentario di Saul J. Turell - filmati di repertorio (1965)
- The Casting Couch, regia di John Sealey - video con filmati di repertorio (1995)

## Galleria d'immagini

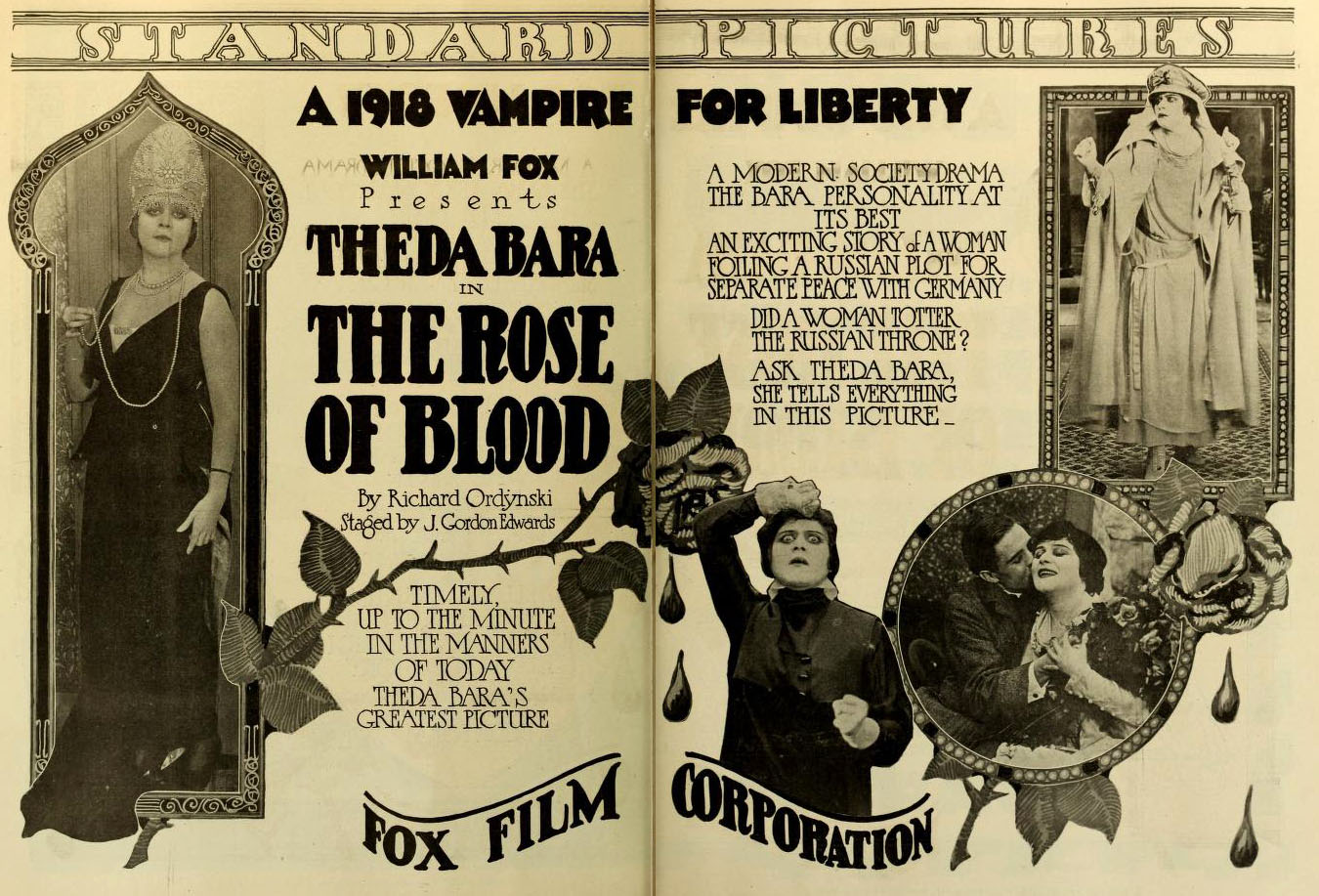
The Rose of Blood (1917)
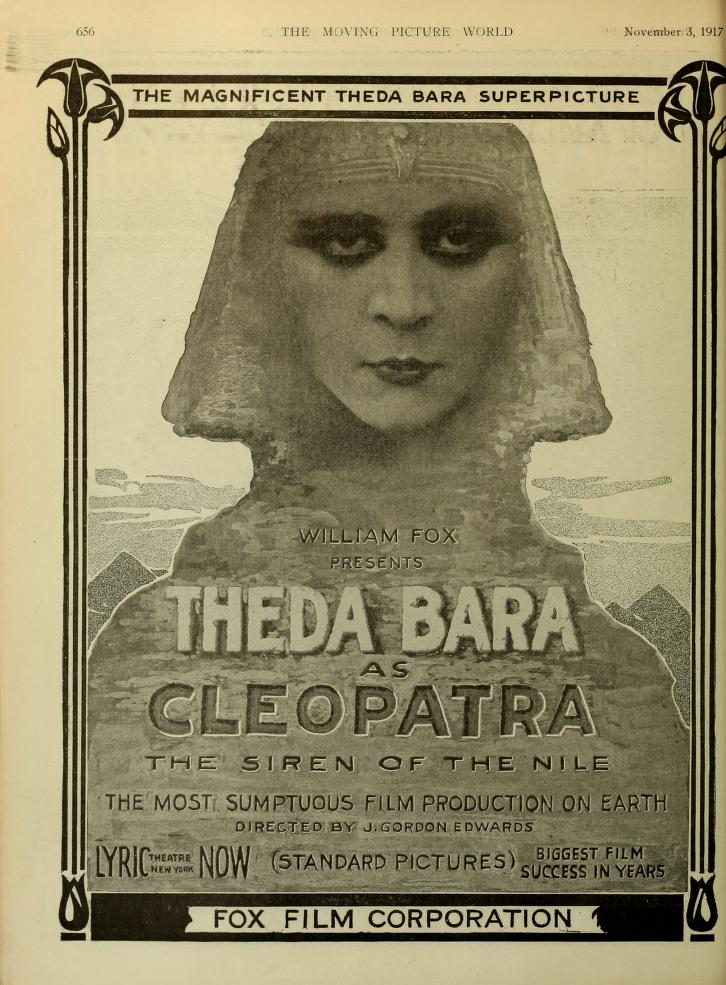
Cleopatra (1917)
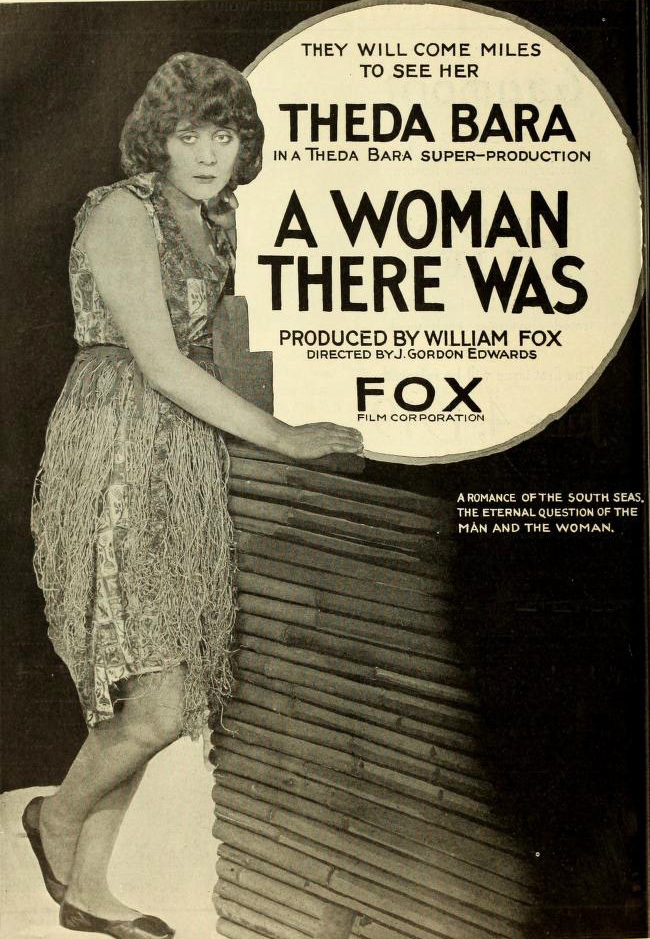
A Woman There Was (1919)
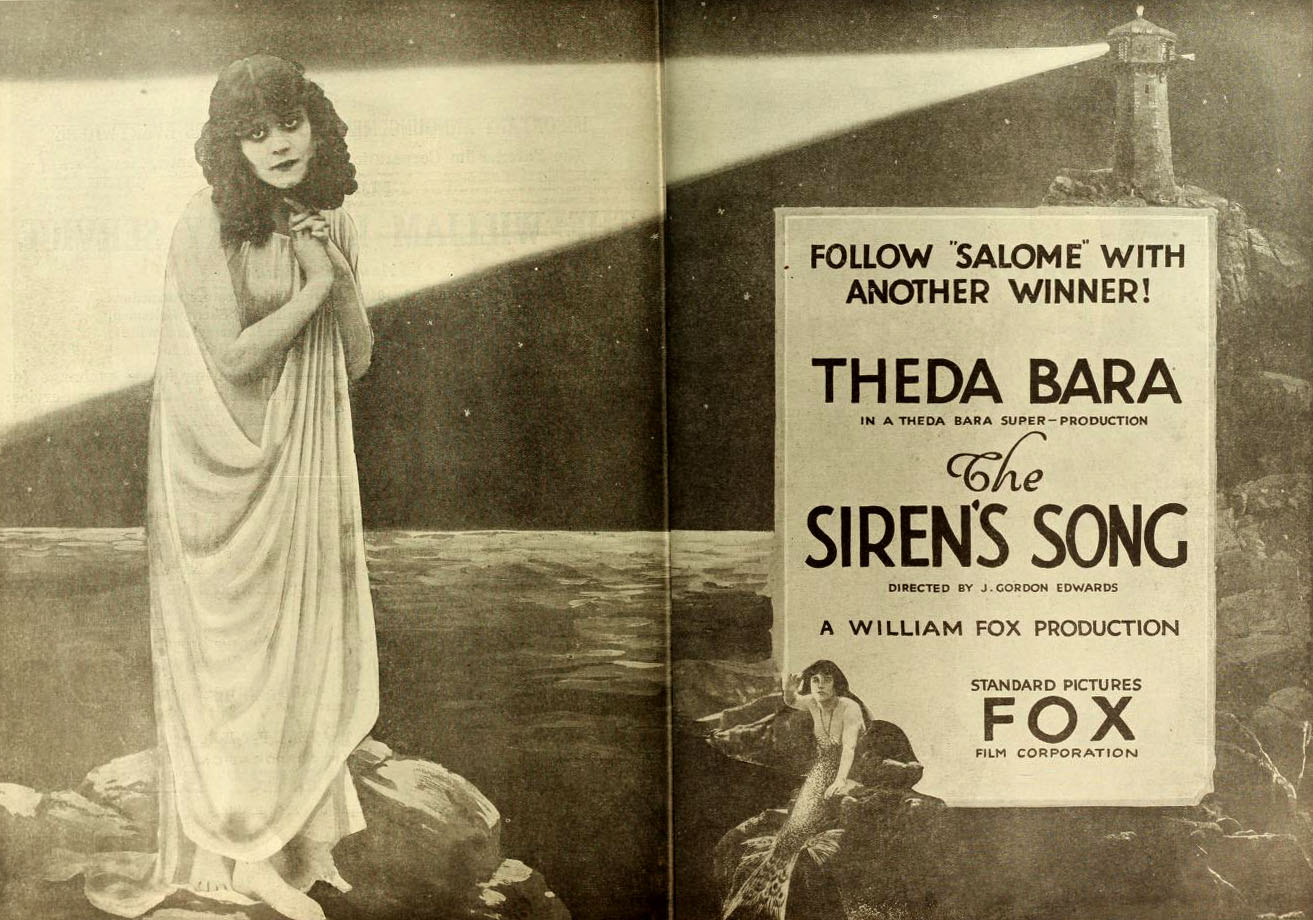
The Siren's song (1919)